# Zamach w Paryżu (20 kwietnia 2017)
Zamach w Paryżu – akt terrorystyczny, który miał miejsce 20 kwietnia 2017 na terenie Pól Elizejskich w Paryżu.

## Przebieg
Do zdarzenia doszło na Polach Elizejskich w 8. dzielnicy Paryża, miejscu bardzo uczęszczanym przez turystów i paryżan. Po krótkiej rozmowie napastnik, który wyszedł z szarego Audi, otworzył ogień z broni automatycznej (karabinek AK) do policjantów siedzących w aucie, śmiertelnie raniąc 37-letniego policjanta, Xaviera Jugelé. Kolejni dwaj policjanci oraz niemiecka turystka zostali poważnie zranieni. W odpowiedzi ogień otworzyła policja. W rezultacie zamachowiec zginął. Sprawcą zamachu okazał się Francuz, 39-letni Karim Cheurfi. Urodził się on w grudniu 1977 w Livry-Gargan w podparyskim departamencie Sekwana-Saint-Denis, zamieszkiwał z matką w Chelles w departamencie Sekwana i Marna. Był recydywistą, skazanym w 2005 na 15 lat więzienia za próbę zabicia policjanta i jego brata w 2001. Przy zabitym zamachowcu policja znalazła ręcznie napisaną deklarację, że "chciałby umrzeć jako męczennik w imię Allaha".
Do ataku przyznało się tzw. Państwo Islamskie, którego propagandowa agencja Amaq podała, że "wykonawcą ataku na Polach Elizejskich w centrum Paryża jest Belg – Abu Yussef, jeden z bojowników Państwa Islamskiego". 21 kwietnia Abu Yussef został zatrzymany w Antwerpii, nie udowodniono mu żadnych związków z zamachem w Paryżu. Na późniejszym etapie tzw. Państwo Islamskie przedstawiało Karima Cheurfi jak swojego bojownika, "Abu Yussefa z Francji".

## Reakcje
W trakcie zamachu trwał program wyborczy w publicznej telewizji France 2 z udziałem 11 kandydatów ubiegających się o urząd prezydenta Francji w wyborach zaplanowanych na 23 kwietnia 2017. Praktycznie wszyscy kandydaci odnieśli się do wydarzenia w trakcie trwania programu.
W czasie konferencji prasowej kondolencje narodowi francuskiemu przekazał prezydent Stanów Zjednoczonych – Donald Trump.
W godzinach porannych 21 kwietnia 2017 odbyło się specjalne posiedzenie francuskiej Rady Bezpieczeństwa (Conseil de défense) zwołane przez prezydenta François Hollande'a, z jego udziałem, premiera, czterech ministrów oraz szefów francuskiego wywiadu.

## Upamiętnienie
Xavier Jugelé pośmiertnie został mianowany kapitanem oraz kawalerem Orderu Legii Honorowej. Dwaj inni policjanci zranieni w czasie ataku zostali kawalerami Orderu Zasługi.
25 kwietnia 2017 na dziedzińcu prefektury paryskiej policji odbyła się ceremonia upamiętniająca zmarłego policjanta z udziałem prezydenta Francji, F. Hollande'a, a także E. Macrona i M. Le Pen, dwojga kandydatów, którzy przeszli do drugiej rundy wyborów prezydenckich, oraz przedstawicieli wszystkich opcji politycznych.
14 maja 2017 podczas ceremonii przejęcia władzy, po zapaleniu znicza ku czci nieznanego żołnierza pod Łukiem Triumfalnym, prezydent Emmanuel Macron zatrzymał się na Polach Elizejskich (nr 102) i oddał hołd poległemu policjantowi.
31 maja 2017 w merostwie 14. okręgu Paryża, z udziałem byłego prezydenta Francji, F. Hollande'a, oraz mer Paryża, A. Hidalgo, odbyła się ceremonia pośmiertnego poślubienia Xaviera Jugelé przez jego partnera Étienne Cardilèsa. Procedura taka jest dopuszczalna "o ile zachodzą ważne przesłanki" na mocy art. 171 francuskiego Kodeksu Cywilnego, a Cardilès po ceremonii został oficjalnie uznany za wdowca.